# 定光佛廟
24°04′50″N 120°32′25″E / 24.08067°N 120.54016°E
定光佛廟，是一座位於台灣彰化縣彰化市的定光古佛廟，建於乾隆二十六年（1761年），初名定光庵，為台灣最早且少數主祀定光佛之汀州客家信仰廟宇:147、彰化縣定古蹟、彰化市內少數非由市公所強制接管之主要廟宇，藏有神像、匾額、楹聯、神龕等古物，近年亦成為與中華人民共和國福建省武平縣交流節點之一。

## 歷史沿革
- 清領時期乾隆二十六年（1761年），由汀州府八邑（长汀县、寧化縣、清流縣、歸化縣（今明溪縣）、連城縣、上杭縣、武平縣、永定縣）人士共同建立於彰化縣城共辰門（北門）附近[註 1]，原名「定光庵」。[1]:135、138學者李建緯、張志相認為其選址於縣城之原因如下：城內作為政治中心官方控制力較強較少動亂、泉漳移民勢力相對均衡、離港口（鹿港）距離有限等。[1]:153
- 嘉慶十八年（1813年），由汀州信徒重修並獻「曇光普照」匾。[1]:135、152
- 道光十年（1830年），由貢生呂彰定等人捐資重修。[1]:132
- 道光二十八年（1848年）彰化大地震後，由信徒張連喜等人重修，建築格局為「兩進兩廊帶左右廂房」，改名為「定光佛廟」，並有租賃用地產作為廟方經費來源，今廟兩側、廟對面彰化銀行土地皆屬之。[1]:135此次改建規模甚大，日治時期明治三十一年（1898年）臺灣總督府資料記載該廟擁有建地面積為460.22坪，其中建築物本身面積達388.60坪，另外還擁有田一甲五分。[1]:149-50學者李建緯、張志相透過比較指出其建物面積稍大於孔子廟（建地1490.55坪，建物383坪），是當時縣城內最大的宗教性建物，而大規模擴建的原因則可能包含信仰虔誠且官紳倡議、其他地區汀洲人加入（如創設鄞山寺的張鳴岡）、當時彰化社會分類意識高漲且各屬移民皆有自己代表廟宇[註 2]等。[1]:150
- 日治明治三十九年（1906年），彰化市進行市區改正計畫，該廟三川殿、拜亭、兩廊、左廂房遭到拆除，形成今日格局，原有會館功能亦消失。[1]:134
- 日治時期彰化市役所曾以警力半強制接管彰化市區內主要寺廟，但該廟半數居住於臺中州南屯（今臺中市南屯區）的信徒反對，使該廟被豁免接管。[1]:134
- 戰後時期，國民政府實施耕者有其田政策，大部分廟產被放領或徵收。此時廟方亦購置數件文物如錫五供、鑄鐵大鐘等。[1]:135
- 民國60年（1971年），廟宇大事整修，為騰出天井空間而砍除兩側樹木、移除花臺，地板加上磨石子。同年購置天公爐祭祀玉皇上帝。[1]:135
- 民國68年（1979年）正殿右側堂屋與捲棚損壞重修，將捲棚頂改為石棉瓦。[1]:135
- 民國69年（1980年）三川殿石獅改為大理石材質，原有石獅遺失。[1]:135
- 民國74年（1985年），該廟訂為第三級古蹟。[1]:136
- 民國79年（1990年），由於所收地租不足繳交地價稅，被彰化縣稅捐稽徵處申請查封，經該廟管委會眾人協助方得豁免。[1]:136
- 民國85年（1996年）該廟之監委簡至賢、管理委員黃泉源身兼萬和宮之董事，由此可知該廟與臺中市南屯萬和宮關係密切。[1]:134
- 民國91年（2002年）整修。
- 民國99年（2010年）3月該廟與武平縣佛教協會、武平農業考察團簽訂交流合作協議。同年12月定光佛金身來台巡遊8天，以該廟為首站，武平漢劇團亦伴隨演出《古佛緣‧客家風》劇目。[3][4][5]

## 祀神
正殿主神龕
- 泥塑定光古佛：位於後方，高175公分，無年款及文獻紀錄，學者李建緯、張志相推測為道光年擴建廟宇後所塑。民國100年（2011年）重安金身[1]:155、157
- 軟身定光古佛：位於前方，高132公分，尺寸較一般軟身神像稍大，《彰化縣古蹟中既存古物清查計畫》指出其製作年代為乾隆二十六年但未詳述根據。民國100年（2011年）重安金身。[1]:155-6

正殿主神龕外兩側
- 兩位脅侍童子：一位著青衣持盒（高137公分），另一位著紅衣持禪杖（高132公分），皆為木胎泥塑，學者李建緯、張志相從尺寸推測為泥塑古佛之脅侍。[1]:157-8

正殿龍邊神龕
- 天上聖母：大正年間已奉祀，不過無法確認神像年代。[1]:155

正殿虎邊神龕
- 福德正神：大正年間已奉祀，不過無法確認神像年代。[1]:155

正殿前供桌
- 關聖帝君[1]:155
- 地藏王菩薩[1]:155

報功祠
- 汀州八邑倡議題捐紳士緣首董事祿位：牌位上人名共143位，其中第一列八位仕紳為沈鴻儒、張世英、巫宜福、廖光中、邱德孚、鍾靈耀、羅大鳴、黃正蕃，八位皆曾贈送該廟匾額或楹聯。學者李建緯、張志相推測此祿位為道光年間設立。[1]:159、161

## 文物
該廟曾擁有5個乾隆朝的匾額，獻匾者身分包含文官（鍾靈耀、沈鴻儒、邱德孚）、武將（張世英、黃正蕃、廖光宇）、一般信眾，祖籍則包含汀州人及非汀州人（後者如張世英為貴州人、邱德孚為福州福清人，不過邱亦為汀洲上杭廩貢。:161）官員獻匾原因可能包含汀洲同鄉情誼（沈、鍾、黃、廖匾）、彰化地緣關係（張世英為北協副將、邱德孚為彰化縣教諭兼訓導），或者兩者兼具。道光朝後則匾額數量減少，楹聯數量增加。:147-8
由內容觀察，匾額及楹聯除頌揚定光佛外，遣詞也常兼顧原鄉與本地。不過乾嘉道朝匾聯之寫作視角是由汀州望向臺灣，例如道光十四年巫宜福兄弟所獻楹聯並舉「鄞江」與「線地」（指半線之地），其中「鄞江」擺在上聯；日治楹聯則將「臺島」或「磺水」（即彰化）擺在上聯，視角是由臺灣望向汀州。:148

### 匾額
由於清領時期台灣杉木主要來自福建，尺寸受限，故匾額常由數條橫長木片拼接而成。定光佛廟之古匾亦同，上下款為另外鑲嵌，除「光被四表」匾外其餘字體皆為片狀陽刻（字面凸起）楷體，框飾有龍搶珠紋、卍字回紋、素面等種類，:172-3，經過長年煙燻色調皆偏向暗紅。:168由於現存七塊古匾之作斗（底部支撐架）皆為靈芝紋，學者李建緯、張志相推測可能為某次重修時共同製作；另由於「西來花雨」、「瀛嶼光天」、「濟汀渡海」三匾在工藝技法、中行字體、上下款、印款布局皆相似，兩位學者亦推測為三匾為同一地區（甚至是同一作坊）製作。:172-3

#### 現存匾額
- 「西來花雨」匾：上款為「乾隆貳拾柒年（1762年）歲次壬午陽月 穀旦」，下款為「協鎮北路副總兵帶軍功紀錄二次張世英敬立[1]:169
- 「瀛嶼光天」匾：上款為「乾隆参拾陸年（1771年）歲次辛卯 冬月吉旦」，下款為「臺灣府諸羅儒學訓導兼署教諭鍾靈耀敬立[1]:169
- 「濟汀渡海」匾：上款為「乾隆三十八年（1773年）歲次癸巳桂月吉旦」，下款為「己丑科進士龍岡沈鴻儒敬立」[1]:170
- 「光被四表」匾：上款為「乾隆四十一年（1776年）歲次丙申菊月穀旦」，下款為「北協右營守備杭川黃正蕃敬題」[1]:170
- 「曇光普照」匾：上款為「嘉慶壹拾捌年（1813年）癸酉陽月吉旦」，原下款「鄞江眾善士重建立」，目前下款為「歲次癸酉年重修 立」[1]:171
- 「智通無碍」匾：上款為「大清道光五年（1825年）乙酉歲嘉平月穀旦」，下款為「賜進士出身翰林院國史館協修、寶錄館纂修 永定巫宜福敬題」，其中「寶」字為「實」字之誤[1]:171
- 「奕禩流芳」匾：原上款為「道光十一年（1831年）辛卯歲桐月吉旦」，下款為「永定董事生員游化賢 敬立」；目前上款為「民國六十八年（1979年）孟冬重修」，下款為「定光古佛信徒敬獻」[1]:171-172

#### 佚失匾額
- 「茲照鯤瀛」匾：乾隆四十六年（1782年）廖光宇獻，民國85年（1996年）時已佚失。[註 3][1]:168
- 「恩漙海甸」匾：道光十一年（1831年）游化賢獻，民國85年（1996年）時已佚失。[1]:168
- 「歡喜因緣」匾：道光十四年（1834年）巫宜禊獻，民國85年（1996年）時已佚失。[1]:168
- 「義薄雲天」匾：同治甲戌年（1874年）張天德獻，民國85年（1996年）時已佚失。[1]:168

### 楹聯
該廟楹聯共11對，其中有道光年款者2對，日治年款者4對，:174，包含弧面及平面兩種，常以「定」「光」、「古」「佛」作為開頭。:178

#### 現存楹聯
- 「活百萬生靈，蹟託鄞江留一夢；覷三千世界，汗輝線地有全人」聯：道光十四年（1834年）端陽月永定巫宜福、禊仝敬題，這對兄弟亦曾於道光四年（1824年）敬獻「是登彼岸」匾額給淡水鄞山寺。[1]:173、175-6
- 「是有定識拔救眾生，放大光明普照東海」聯：道光甲午（1834年）仲夏浙江分巡寧紹臺道知府建臺灣府事鄱陽周彥書，書寫原因為巫宜禊求取、且周彥於佛前祈求晴天順利。[1]:176-7
- 「定危有賴推移力，光被無慙造化心」聯：明治四十年（1907年）黃倬其拜贈，黃倬其曾創設「小逸堂」，培育石錫烈、石錫純（前二者為石錫勳之兄弟）、黃文陶、詹阿川、賴通堯、黃文苑、謝振聲、謝振仁等仕紳。[1]:135、177
- 「定慧禪心，見隱見微一片玄機，菩提臺上懸金鏡；光明世界，先知先覺三生因果，阿耨城中濟玉津」聯：大正三年歲次甲寅（1914年）荔夏穀旦，信士柯金水、陳培年、施貽安、林超英、呂騰蛟仝敬立，鄭鴻猷書。[1]:177
- 「古道照人間，卹難捄灾，何止鄞江超寶筏；佛壇崇海表，占祥卜吉，競來磺水乞靈籤」聯：乙卯（1915年）陽月穀旦蔡穀仁敬書，信士林以玉、仁和號、存耕堂、斯美號仝敬獻。[1]:176-7
- 「古蹟溯鄞江，換骨脫身，空色相乎圓光以外；佛恩施臺島，靈籤妙諦，示吉凶於前定之先」聯：己未（1919年）孟夏之月穀旦，南靖雁塔社生員徐芳傳敬叩。[1]:176-7

#### 佚失楹聯
- 「燭焰輝煌呈五福，香煙繚繞結千祥」楹聯：無年款，推估年代應在日治時期以前，民國85年（1996年）時已佚失。[1]:174

### 其他
- 清治時期遺留三對石質柱礎[1]:134
- 報功祠神龕：大體為方形，正面上方題「名垂不朽」，上款為「几筵光有耀」，下款為「俎豆報無疆」，正面有縷空雕刻花鳥紋飾。由於其尺寸與祿位吻合，故學者李建緯、張志相推測兩者同為道光年間作品。[1]:178

## 慶典
- 農曆正月初六－定光古佛聖誕

## 資料來源
1. 1 2 3 4 5 6 7 8 9 10 11 12 13 14 15 16 17 18 19 20 21 22 23 24 25 26 27 28 29 30 31 32 33 34 35 36 37 38 39 40 41 42 43 44 45 46 47 48 49 50 51 52 53 54 55 56  李建緯、張志相.  (PDF). 《台灣文獻》. 2013-03, 64卷 (第1期): 129–  [2019-11-23]. （原始内容 (PDF)存档于2019-11-23） （中文（臺灣））.
2. ↑  卓克華. . 臺北: 揚智文化. 2003: 23. ISBN 957818526X （中文（臺灣））.
3. ↑  黎昕 (编). . 中國書籍出版社. 2016: 23. ISBN 9787506855495 （中文（臺灣））.
4. ↑  詹托榮、鐘茂富. . 《中國新聞網》. 2011-06-13  [2019-11-25]. （原始内容存档于2019-11-25） （中文（中国大陆））.
5. ↑  陳鍵興. . 《中國台灣網》. 2010-12-24  [2019-11-25]. （原始内容存档于2019-11-25） （中文（臺灣））.

## 外部連結
- 维基共享资源上的相關多媒體資源：定光佛廟